# Laxant

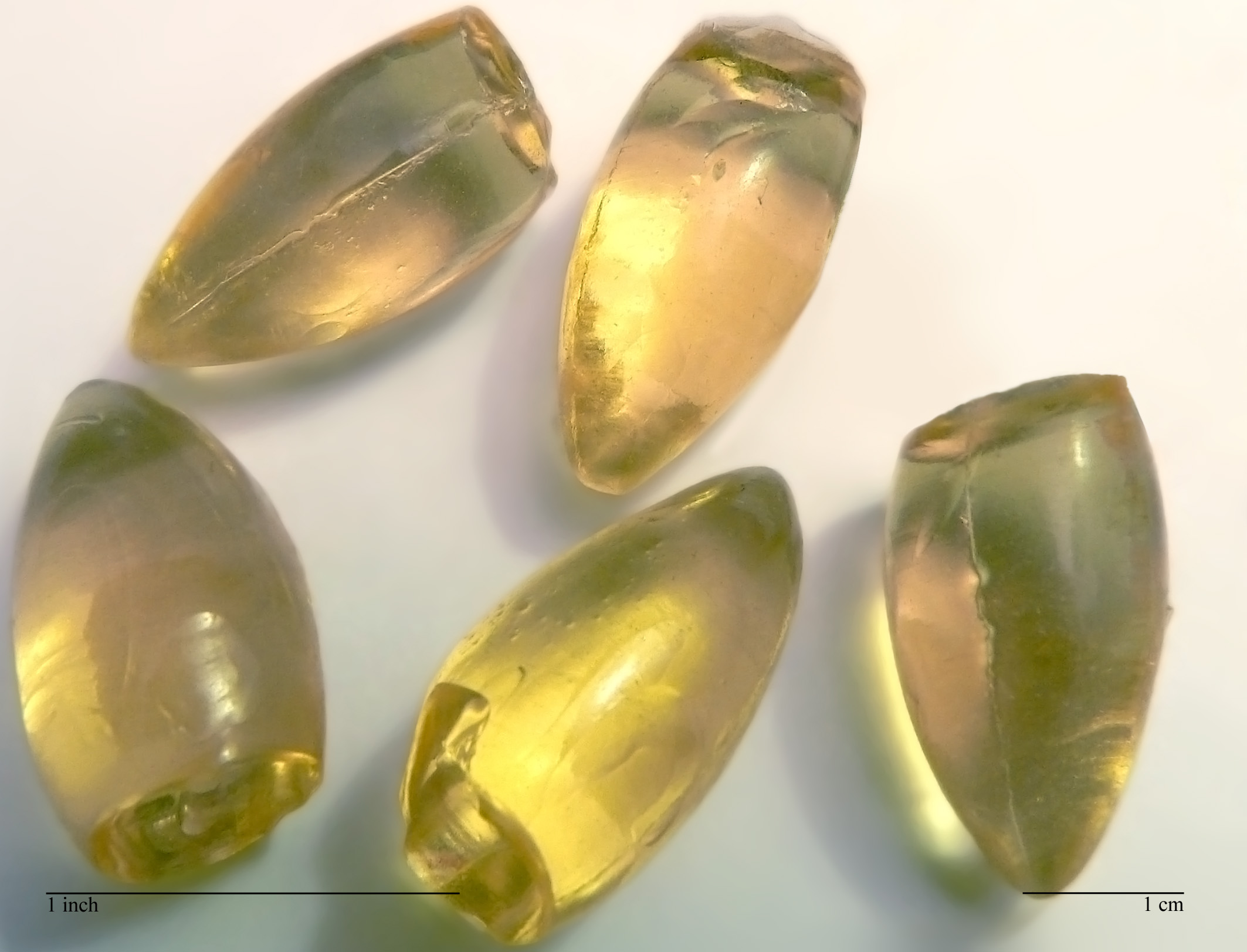
Supositoris de glicerina empleats com a laxants.

Un laxant és un medicament o substància que facilita l'evacuació de l'intestí de manera natural, sense provocar diarrea. Tots els purgants són laxants si són administrats a dosis petites. Hi ha laxants que dificulten l'absorció (substàncies osmòticament actives: mel, sorbitol, cel·lulosa) i n'hi ha que tenen una acció excitomotora, bé sobre l'intestí prim (olis, resines, etc.), bé sobre l'intestí gros (sofre, fenolftaleïna, etc.). Són fàrmacs que afavoreixen la defecació en augmentar el peristaltisme intestinal.

## Tipus de laxants
Els laxants poden ser de diferents tipus, segons la seva activitat.

### Formadors de volum
Estimulen l'evacuació en augmentar el volum de la femta per absorció d'aigua. S'han de prendre amb molta aigua. Entre ells destaquen el Plantago ovata i el segó.

### Suavitzants i emol·lients
Són olis vegetals i minerals que lubrifiquen i estoven la massa fecal afavorint l'evacuació. Solen ser els menys agressius i els més utilitzats són els supositoris de glicerina.

### Hiperosmòtics
Aquests laxants augmenten la pressió osmòtica fent sortir aigua cap a la llum intestinal. Són les sals de magnesi i de sodi.

### Salins
Els laxants salins són substàncies no absorbibles, osmòticament actives que atrauen i retenen l'aigua a la llum intestinal, augmentant la pressió intraluminal que estimula mecànicament l'evacuació de l'intestí. Els agents que contenen magnesi també provoquen l'alliberament de colecistocinina, que augmenta la motilitat intestinal i la secreció de líquids. Els laxants salins poden alterar l'equilibri de líquids i electròlits del pacient.

### Estimulants
Irriten la paret intestinal estimulant els moviments peristàltics. Hi ha dos tipus: els antraquinònics (escorça sagrada, senet, àloe, ruibarbre) i els difenil metans (bisacodil, picosulfat sòdic). L'abús d'aquestes substàncies pot provocar dolor abdominal i diarrees.